# Izvoru Bârzii
Izvoru Bârzii é uma comuna romena localizada no distrito de Mehedinți, na região de Oltênia. A comuna possui uma área de  km² e sua população era de 2913 habitantes segundo o censo de 2007.